# الاحتجاجات الألبانية 2022
الاحتجاجات الألبانية 2022 في يوليو 2022 نظمت احتجاجات سلمية في العاصمة تيرانا في ألبانيا، ضد الفساد وأزمة غلاء المعيشة. ونظمها الحزب الديمقراطي الألباني وحضرها زعيمه رئيس الوزراء السابق صالح بريشا. ويطالب المتظاهرون باستقالة رئيس الوزراء إيدي راما وحكومته. يقال إن ارتفاع الأسعار أدى إلى ارتفاع تكاليف الغذاء والطاقة.

## الأسباب
كانت شرارة الاجتجاجات هو ارتفاع الأسعار لا سيما أسعار الوقود التي ارتفعت أكثر من 40% في أسبوع واحد في ألبانيا بسبب الحرب في أوكرانيا. ارتفع سعر وقود الديزل من 180 ليك (1.5 يورو) قبل الغزو الروسي لأوكرانيا في 24 فبراير إلى 290 ليك (2.37 يورو) في شهر يوليو من نفس السنة.